# 聖弗拉斯

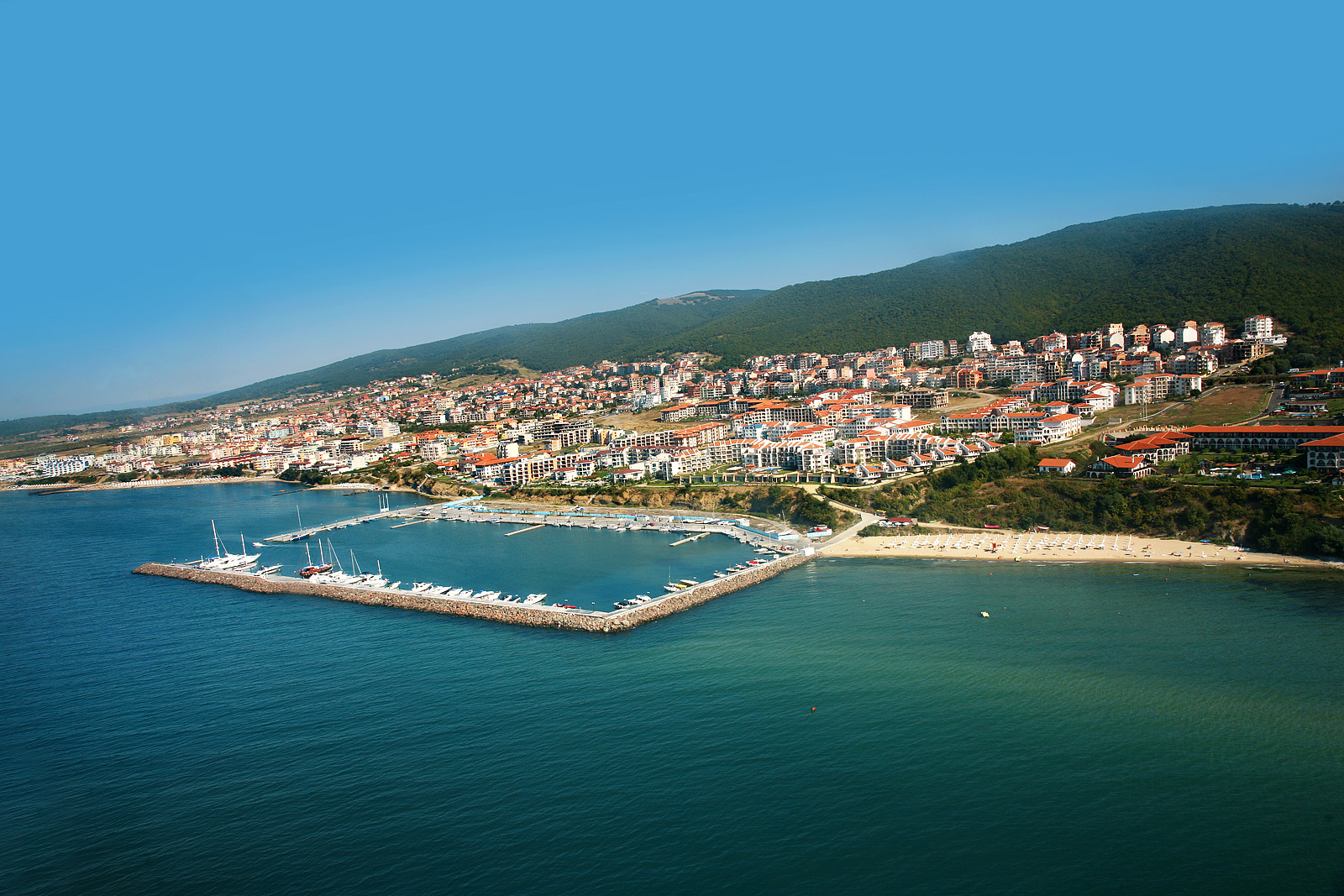

聖弗拉斯是保加利亞的城鎮，位於該國東部黑海沿岸，距離首府布爾加斯35公里，由布爾加斯州負責管轄，是熱門的旅遊地點，2007年人口3,869。
42°43′N 27°46′E / 42.717°N 27.767°E